# Teodoro Paleologo Cantacuzeno
Teodoro Paleologo Cantacuzeno (in greco Θεόδωρος Παλαιολόγος Καντακουζηνός?, Theodoros Palaiologos Kantakouzenos; dopo il 1361 – 1410) è stato un nobile bizantino e probabile parente stretto dell'imperatore Giovanni VI Cantacuzeno.

## Origine
Si ipotizza che Teodoro fosse figlio di Matteo Cantacuzeno, figlio dell'imperatore Giovanni VI, e di sua moglie Irene Paleologa. Se questa identificazione fosse esatta, Teodoro sarebbe probabilmente nato dopo che la coppia si era insediata nel Peloponneso nel 1361, dal momento che prima di allora l'ex imperatore non lo annoverava tra i suoi discendenti. In subordine, dato il divario di età insolitamente grande tra i figli di Teodoro e Matteo, è più probabile che Teodoro fosse invece figlio di uno dei figli di Matteo, Demetrio o Giovanni, entrambi giunti alla maturità nel 1361. Poiché esistono prove a sostegno di entrambe le identificazioni, non è possibile stabilire con maggiore certezza la parentela di Teodoro. Il riferimento nelle fonti storiche a Teodoro come theíos (zio) dell'imperatore Manuele II Paleologo non offre ulteriori chiarimenti, poiché a questo punto theíos era diventato un termine generico per indicare un cugino.

## Biografia
Teodoro fu probabilmente tra i volontari che partirono da Costantinopoli nel 1383 per unirsi a Manuele II nella difesa di Tessalonica contro i Turchi. È noto che mantenne una corrispondenza con Demetrio Cidone e Giovanni Cortasmeno, che avevano composto versi di lode alla sua casata e a Teodoro stesso.
Durante l'estate del 1397, Costantinopoli fu assediata dagli Ottomani del sultano Bayezid I. Data la disperazione della situazione, Teodoro, insieme a Giovanni di Natala, fu inviato alla corte di Carlo VI di Francia come ambasciatore imperiale, con una lettera di Manuele che chiedeva l'aiuto militare del re francese. Arrivato in ottobre, Teodoro fu ricevuto da un Carlo comprensivo, che trattò gli ambasciatori con grande cortesia e promise di inviare aiuti entro l'anno. Inoltre, Carlo fornì anche i fondi affinché i due nobili si recassero nelle isole britanniche per trattare con il re Riccardo II d'Inghilterra, con l'obiettivo di sollecitare ulteriori aiuti. Sebbene quest'ultimo fosse a questo punto troppo impegnato in problemi interni per fornire qualsiasi supporto, Teodoro e Giovanni riuscirono a tornare con seicento soldati francesi guidati dal maresciallo Boucicaut, liberando l'immediato ingresso a Costantinopoli e rompendo il blocco.
Nell'autunno del 1398, Teodoro fu nominato ambasciatore a Venezia, dove mantenne una presenza sia commerciale che politica, e nel dicembre dello stesso anno ottenne dal Doge la cittadinanza della Repubblica. Nel 1409 partecipò al sinodo di Costantinopoli che condannò i due vescovi ribelli, Macario di Ancira e Matteo di Medeia. In questo periodo viene descritto come senatore. Morì di peste nel 1410.

## Matrimonio e discendenza
La moglie di Teodoro era Elena Ouresina Doucaina, figlia di Giovanni Uroš, sovrano della Tessaglia. Si ritiene che abbia avuto i seguenti figli:
- Giorgio Paleologo Cantacuzeno, "Sachatai" (morto nel 1456-1459 circa), studioso e comandante militare, difese Smederevo durante un attacco ungherese nel 1456.
- Andronico Paleologo Cantacuzeno (morto il 3/4 giugno 1453, giustiziato), ultimo Grande Domestico dell'Impero Bizantino.
- Tommaso Cantacuzeno (morto il 25 luglio 1463 ad Adrianopoli), diplomatico di Đurađ Branković, despota di Serbia.
- Irene Cantacuzena (morta nel maggio 1457), moglie del despota serbo Đurađ Branković.
- Elena Cantacuzena, moglie di Davide II e imperatrice di Trebisonda[11][N 2]
- Una figlia che sposò Giorgio VIII, re di Georgia.

Il bizantinista Donald Nicol, che inizialmente aveva attribuito la prole a Demetrio I Cantacuzeno, in seguito ha cambiato posizione e ha affermato che era più probabile che Teodoro fosse il padre effettivo. Il motivo era che, dato che anche il figlio maggiore di Giorgio si chiamava Teodoro, la nuova teoria sarebbe stata correlata alla comune pratica bizantina di chiamare il figlio maggiore con il nome del nonno. Allo stesso modo, uno dei figli di Irene si chiamava Todor, forse anche lui in onore di Teodoro.

## Ascendenza
|                                             |                                            |                                            | Genitori                                    |  |  | Nonni |  |  | Bisnonni                              |  |  | Trisnonni |  |
|                                             |                                            |                                            |                                             |  |  |       |  |  | Michele Cantacuzeno, despota di Morea |  |  | …         |  |
|                                             |                                            |                                            |                                             |  |  |       |  |  | Michele Cantacuzeno, despota di Morea |  |  | …         |  |
|                                             |                                            | …                                          |                                             |  |  |       |  |  | Michele Cantacuzeno, despota di Morea |  |  |           |  |
| Giovanni VI Cantacuzeno, basileus dei Romei |                                            |                                            |                                             |  |  |       |  |  | Michele Cantacuzeno, despota di Morea |  |  |           |  |
|                                             |                                            | Teodora Paleologa Cantacuzena Angela       | …                                           |  |  |       |  |  |                                       |  |  |           |  |
|                                             |                                            | Teodora Paleologa Cantacuzena Angela       | …                                           |  |  |       |  |  |                                       |  |  |           |  |
|                                             |                                            | Teodora Paleologa Cantacuzena Angela       | …                                           |  |  |       |  |  |                                       |  |  |           |  |
| Matteo Cantacuzeno, despota di Morea        |                                            | Teodora Paleologa Cantacuzena Angela       |                                             |  |  |       |  |  |                                       |  |  |           |  |
|                                             |                                            | Andronico Asen                             | Ivan Asen III, zar di Bulgaria              |  |  |       |  |  |                                       |  |  |           |  |
|                                             |                                            | Andronico Asen                             | Ivan Asen III, zar di Bulgaria              |  |  |       |  |  |                                       |  |  |           |  |
|                                             |                                            | Andronico Asen                             | Irene Paleologina                           |  |  |       |  |  |                                       |  |  |           |  |
| Irene Asanina                               |                                            | Andronico Asen                             |                                             |  |  |       |  |  |                                       |  |  |           |  |
|                                             |                                            | N. Tarchanaiotissa                         | Michele Ducas Glabas Tarchaneiotes          |  |  |       |  |  |                                       |  |  |           |  |
|                                             |                                            | N. Tarchanaiotissa                         | Michele Ducas Glabas Tarchaneiotes          |  |  |       |  |  |                                       |  |  |           |  |
|                                             |                                            | N. Tarchanaiotissa                         | Maria Ducaina Comnena Palaiologina Branaina |  |  |       |  |  |                                       |  |  |           |  |
| Teodoro Paleologo Cantacuzeno               |                                            | N. Tarchanaiotissa                         |                                             |  |  |       |  |  |                                       |  |  |           |  |
|                                             | Andronico II Paleologo, basileus dei Romei | Michele VIII Paleologo, basileus dei Romei |                                             |  |  |       |  |  |                                       |  |  |           |  |
|                                             | Andronico II Paleologo, basileus dei Romei | Michele VIII Paleologo, basileus dei Romei |                                             |  |  |       |  |  |                                       |  |  |           |  |
|                                             | Andronico II Paleologo, basileus dei Romei | Teodora Ducas Vatatzina                    |                                             |  |  |       |  |  |                                       |  |  |           |  |
| Demetrio Paleologo                          | Andronico II Paleologo, basileus dei Romei |                                            |                                             |  |  |       |  |  |                                       |  |  |           |  |
|                                             |                                            | Violante di Monferrato                     | Guglielmo VII,, marchese del Monferrato     |  |  |       |  |  |                                       |  |  |           |  |
|                                             |                                            | Violante di Monferrato                     | Guglielmo VII,, marchese del Monferrato     |  |  |       |  |  |                                       |  |  |           |  |
|                                             |                                            | Violante di Monferrato                     | Beatrice di Castiglia                       |  |  |       |  |  |                                       |  |  |           |  |
| Irene Paleologa                             |                                            | Violante di Monferrato                     |                                             |  |  |       |  |  |                                       |  |  |           |  |
|                                             |                                            | …                                          | …                                           |  |  |       |  |  |                                       |  |  |           |  |
|                                             |                                            | …                                          | …                                           |  |  |       |  |  |                                       |  |  |           |  |
|                                             |                                            | …                                          | …                                           |  |  |       |  |  |                                       |  |  |           |  |
| Teodora Comnena                             |                                            | …                                          |                                             |  |  |       |  |  |                                       |  |  |           |  |
|                                             |                                            | …                                          | …                                           |  |  |       |  |  |                                       |  |  |           |  |
|                                             |                                            | …                                          | …                                           |  |  |       |  |  |                                       |  |  |           |  |
|                                             |                                            | …                                          | …                                           |  |  |       |  |  |                                       |  |  |           |  |
|                                             |                                            | …                                          |                                             |  |  |       |  |  |                                       |  |  |           |  |

### Annotazioni
1. ↑  Secondo lo storico Lindsay L. Brook, "è improbabile per motivi cronologici che Matteo, nato probabilmente poco dopo il 1325, possa essere il nonno di Irene e dei suoi fratelli (tutti morti tra il 1453 e il 1463)".
2. ↑  Thierry Ganchou ha recentemente sostenuto che Elena è un mito e non è mai esistita. Egli afferma che probabilmente è stata confusa con la madre del suo presunto marito, Teodora, che potrebbe essere stata la vera figlia di Teodoro.

### Fonti
1. 1 2  (EN) Donald M. Nicol, The Byzantine Family of Kantakouzenos: Some Addenda and Corrigenda, in Dumbarton Oaks Papers, vol. 27, 1973,  pp. 309-315, DOI:10.2307/1291347. URL consultato il 19 settembre 2023.
2. ↑  (EN) Lindsay L. Brook, The Problematic Ascent of Eirene Kantakouzene Brankovic, in Charles F. H. Evans e Lindsay L. Brook (a cura di), Studies in Genealogy and Family History in Tribute to Charles Evans on the Occasion of His Eightieth Birthday, Salt Lake City, Utah, Association for the Promotion of Scholarship in Genealogy, 1989,  p. 6.
3. ↑  (EN) Dimitri Obolensky, The Byzantine inheritance of Eastern Europe, collana Collected studies series, Reprint, Variorum Reprints, 1996,  p. 131, ISBN 978-0-86078-102-8.
4. 1 2 3 4  (EN) Donald MacGillivray Nicol, The Byzantine Family of Kantakouzenos (Cantacuzenus) Ca. 1100-1460: A Genealogical and Prosopographical Study, Vol. 11, Dumbarton Oaks Center for Byzantine Studies, 1968,  pp. 165-166, OCLC 390843.
5. ↑  (EN) Donald MacGillivray Nicol e Steven Runciman, Byzantium. Its ecclesiastical history and relations with the western world. (Repr. of 12) collected studies (1961-1971), collana Collected studies series, Variorum Repr, 1972,  p. 109, ISBN 978-0-902089-35-8.
6. ↑  (EN) Michael J. Bennett, Richard II and the revolution of 1399, 1. publ, Sutton, 1999,  p. 110, ISBN 978-0-7509-2283-8.
7. ↑  (EN) Joseph Robson Tanner, Charles Previté-Orton e Zachary Brooke (a cura di), Attempts at the Reunion of the Greek and Latin Churches, in The Cambridge medieval history, Vol. IV: The Eastern Roman Empire (717–1453), Cambridge University Press, 1923,  p. 618.
8. ↑  (EN) Jonathan Harris, Catherine Holmes e Eugenia Russell, Byzantines, Latins, and Turks in the Eastern Mediterranean world after 1150, collana Oxford studies in Byzantium, Oxford University Press, 2012,  p. 128, ISBN 978-0-19-964188-8.
9. ↑  (EN) G.T. Dennis, Four unknown letters of Manuel II Palaeologus, in Paul Graindor (a cura di), Byzantion, n. 36, 1966,  p. 38.
10. ↑  (EN) Kelsey Jackson Williams, A Genealogy of the Grand Komnenoi of Trebizond (PDF), in Foundations, vol. 2, n. 3, 2006,  pp. 171-189 (archiviato dall'url originale l'8 giugno 2019).
11. ↑  (FR) Thierry Ganchou, Une Kantakouzènè, impératrice de Trébizonde : Théodôra ou Héléna ?, in Revue des études byzantines, vol. 58, n. 1, 2000,  pp. 215-229, DOI:10.3406/rebyz.2000.1993. URL consultato il 19 settembre 2023.
12. ↑  Brook (1989), p. 5.